# Postkarte

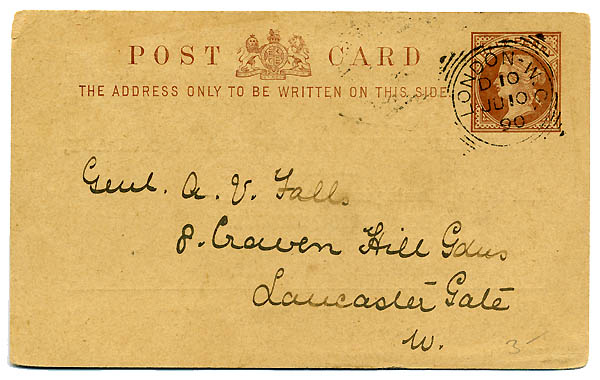
Britische Postkarte von 1890

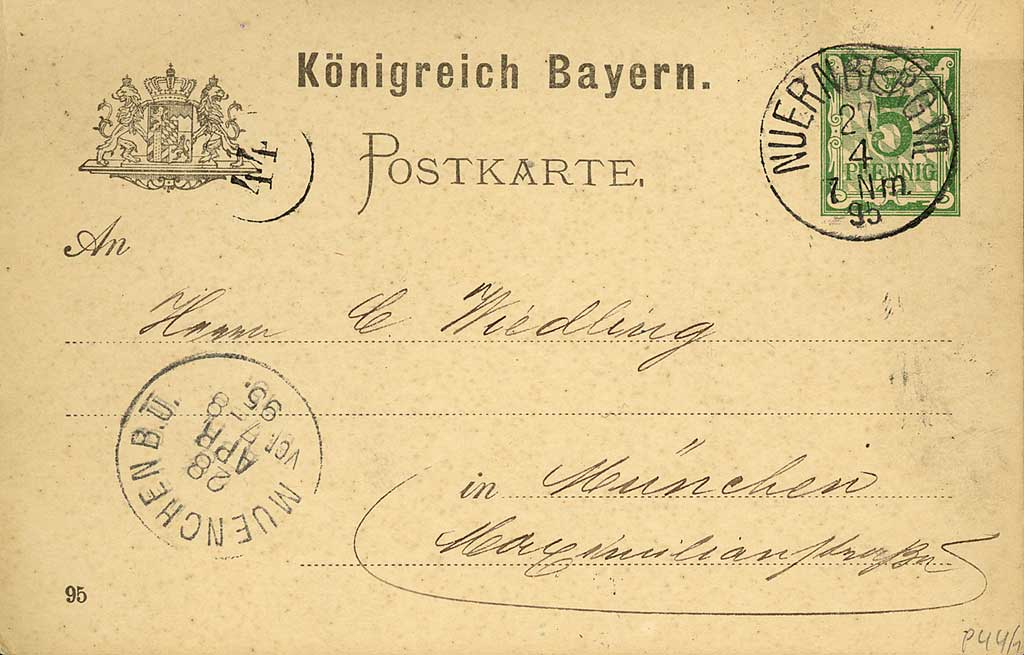
Postkarte mit eingedrucktem Wertzeichen (Ganzsache) aus dem Königreich Bayern, abgestempelt am 27. April 1895 in Nürnberg, eingegangen am 28. April 1895 in München (Michel-Nr. P44/1)

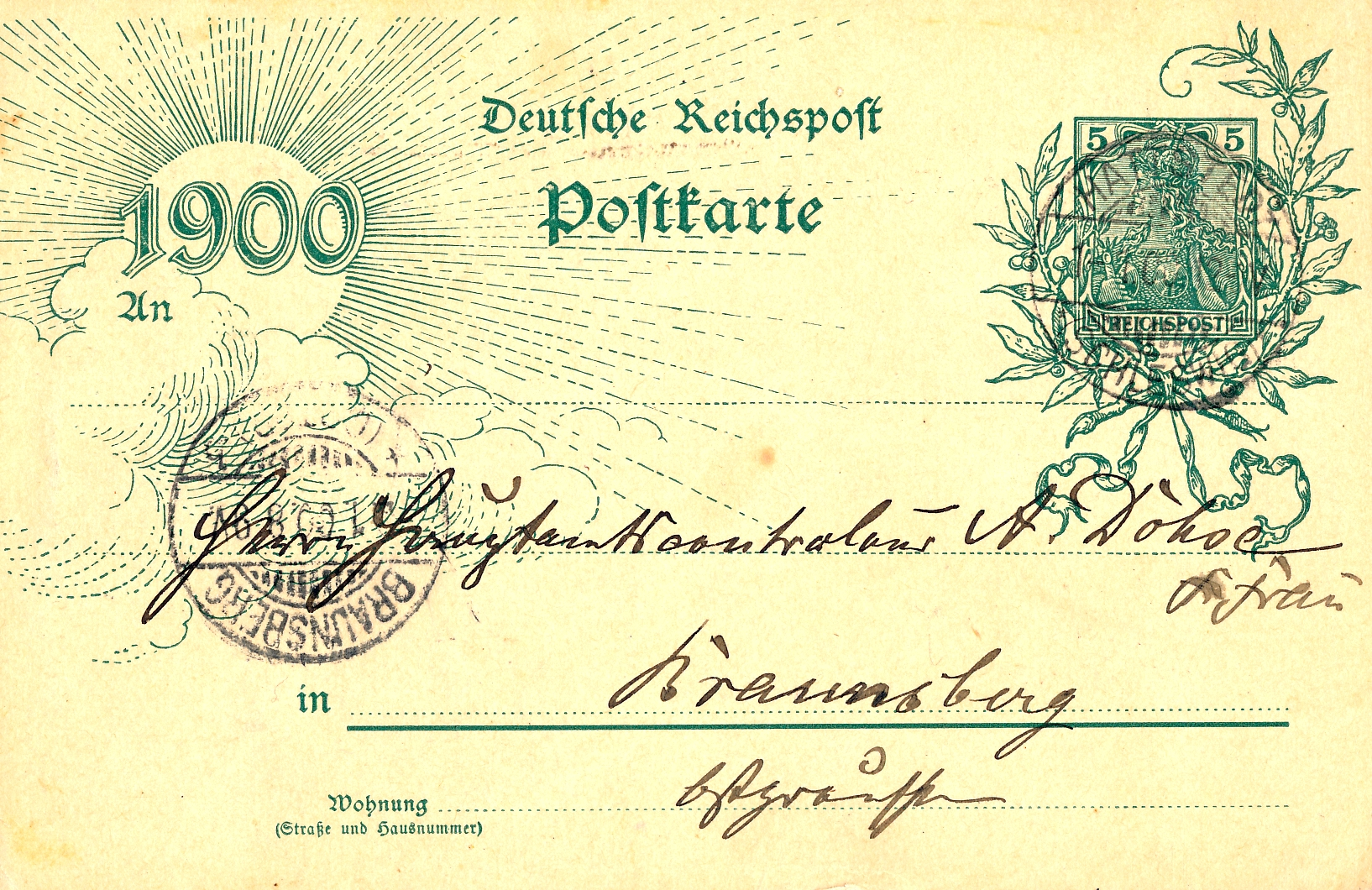
Postkarte (Ganzsache) der Deutschen Reichspost zur Jahrhundertwende 1899/1900

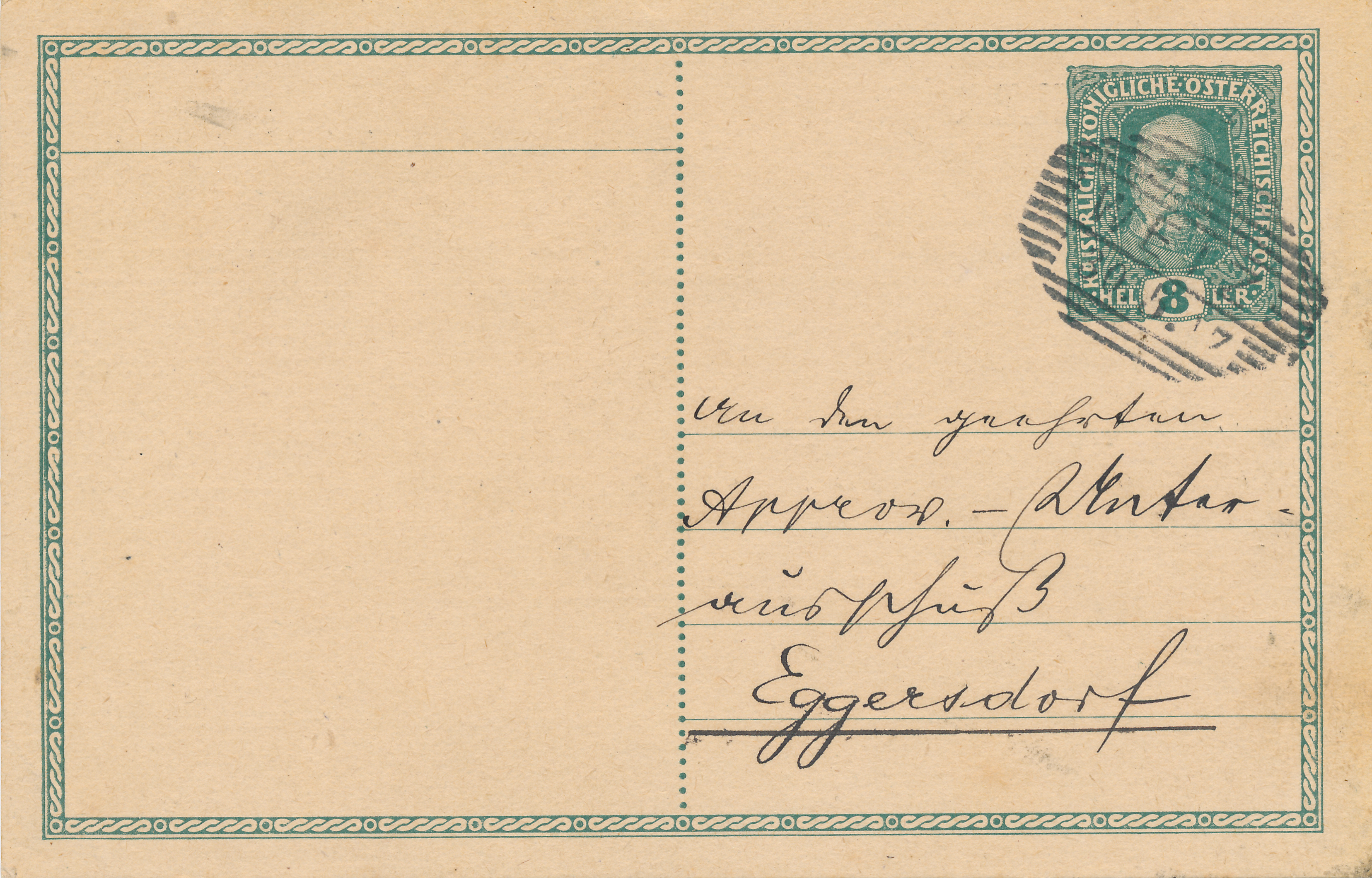
Standardpostkarte des Kaiserreiches Österreich

Postkarten, veraltet auch Korrespondenzkarten genannt, sind meist rechteckige Karten, in der Regel aus Karton, die als offen lesbare Mitteilungen per Post verschickt werden. Die Postgebühren sind häufig niedriger als für einen Brief. Nachdem in den USA bereits im Jahr 1861 private Karten gesetzlich zugelassen worden waren, wurden sie postamtlich zum ersten Mal am 1. Oktober 1869 in Österreich-Ungarn mit der Bezeichnung „Correspondenzkarte“ eingeführt. Zunächst konnten Postkarten national und international lediglich auf Basis zweiseitiger Abkommen verschickt werden. Ab 1878 konnten sie in die meisten Länder der Erde verschickt werden. Eine Ansichtskarte ist eine Postkarte mit einem Bilddruck oder Foto auf der Rückseite. Die Ansichtskarte wird manchmal nicht ganz korrekt als Bildpostkarte bezeichnet, da es zudem eine eigenständige Form der Postkarten mit diesem Namen gibt.

## Geschichte

### Vorgeschichte und Vorläufer
1760 führte das private Stadtpostunternehmen Petite Poste (Kleine Post) in Paris offen lesbare Mitteilungen ein, 1784 führte die privat betriebene Kleine Post in Wien Karten mit offen versandten Mitteilungen ein. In beiden Fällen sind jedoch keine Exemplare erhalten. 1840 erschien in England die erste Briefmarke und verbreitete sich bald über den Globus. Das war eine Voraussetzung für die Postkarten und das Postwesen in der heutigen Form.

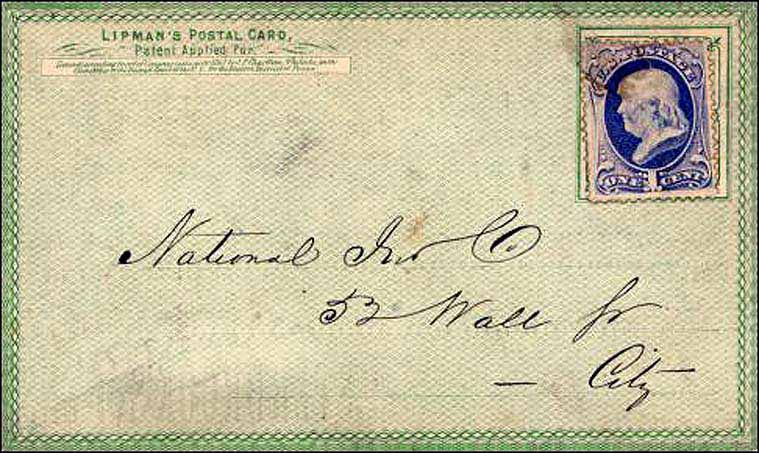
Lipman’s Postal Card (1861)

Am 27. Februar 1861 wurde in den Vereinigten Staaten ein Gesetz vom Kongress verabschiedet, das erlaubte, privat gedruckte Karten mit einem Gewicht von unter einer Unze mit der Post zu verschicken. Das ist die erste staatliche Genehmigung zur Verwendung von Postkarten. Bis 1500 Meilen betrug das Porto einen Cent und darüber zwei Cent. Am 17. Dezember 1861 nutzte John P. Charlton aus Philadelphia das neue US-Postkartengesetz und ließ sich die Postkarte urheberrechtlich schützen. Er verkaufte seine Idee an Hyman L. Lipman, ebenfalls aus Philadelphia, der dann Karten mit der Kennzeichnung „Lipman’s Postal Card“ produzierte. Die Erfindung wurde durch Lipman auch als Patent angemeldet, welches aber letztlich nicht zugelassen wurde. Am 12. Mai 1873 erschienen die offiziellen staatlichen Postkarten der USA, die unabhängig von der Versanddistanz einen Cent Porto kosteten. Privat gedruckte Karten waren in den USA ab dann nur noch zum teureren Briefportosatz von zwei Cent erlaubt.
Ab 1865 gab es kartenförmige Postanweisungen in Deutschland, zunächst ab 1. Januar 1865 in Preußen und bald in anderen Postgebieten.

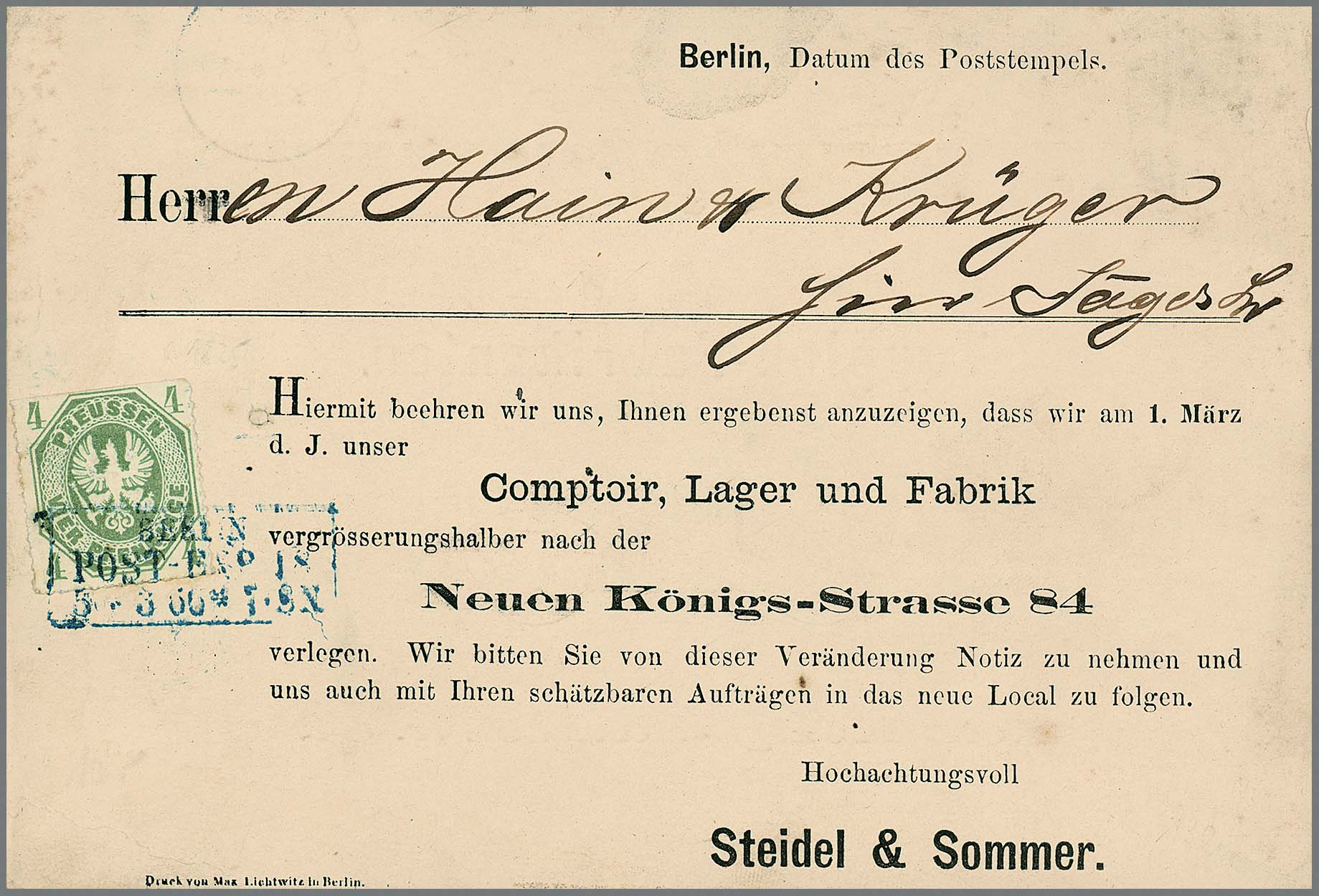
Preußische „Offene Karte“ von 1866

Zum 1. Juni 1865 wurde erstmals in Preußen die sogenannte „Offene Karte“, auch „Aviskarte“ oder „Drucksachenkarte“ genannt, als offen versandte Mitteilung eingeführt, sie ist der Vorläufer der Postkarte in Deutschland. Diese Karten wurden nur sehr selten für private Zwecke verwendet, sie wurden oft verwendet, um den Besuch eines Handelsvertreters anzukündigen, sie werden deswegen heute in Sammlerkreisen als Vertreterkarten bezeichnet. Manche dieser Karten haben Abbildungen (z. B. Fabrikgebäude) auf der Rückseite.

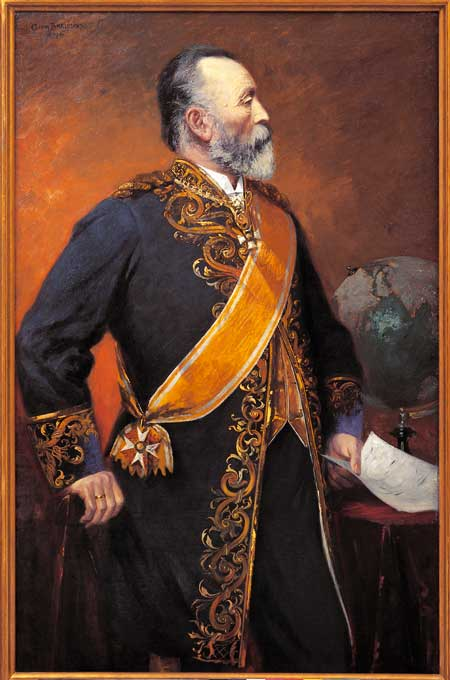
Heinrich von Stephan

Der preußische Geheime Postrat Heinrich Stephan schlug in einer Denkschrift am 30. November 1865 bei der 5. Postvereins-Konferenz in Karlsruhe vor, ein sogenanntes Postblatt als offen versandte Karte zuzulassen, da die damalige Briefform nicht die genügende Einfachheit und Kürze gewährte. Die Rückseite hätte für schriftliche Mitteilungen jeglicher Art dienen sollen. Stephan durfte seinen Vorschlag nicht offiziell in die Konferenz einbringen, deshalb verteilte er seine vervielfältigte Schrift außerhalb der Sitzungen an die Teilnehmer. Sein Vorschlag wurde bereits vor der Konferenz vom preußischen Generalpostdirektor Karl Ludwig Richard von Philipsborn (1818–1884) wegen sittlicher Bedenken, aufgrund der offenen Lesbarkeit jeglicher Korrespondenz, abgelehnt. Wegen der Idee eines geringeren Portos wurde außerdem befürchtet, die Einnahmen der Post könnten zurückgehen.
1868 reichten zwei Leipziger Buchhandelsunternehmen, die Firma Friedlein und die Firma Pardubitz, angeblich unabhängig voneinander beim Berliner Generalpostamt den Vorschlag ein, eine „Universal-Correspondenz-Karte“ einzuführen. Auf den Rückseiten sollten verschiedene Mitteilungen zum Ankreuzen vorgedruckt werden. Trotz Ablehnung erscheint hier die später verwendete Bezeichnung „Correspondenzkarte“.
Am 26. Januar 1869 erschien in der Wiener Tageszeitung Neue Freie Presse ein Artikel mit dem Titel Über eine neue Art der Correspondenz mittels der Post vom Professor der Nationalökonomie Emanuel Herrmann. In dem Artikel regte er die Einführung der Postkarte an, hierbei standen volkswirtschaftliche Aspekte im Vordergrund. Er ging von der Überlegung aus, dass es viele Mitteilungen gebe, für die ein Brief zu umständlich und vor allem zu kostspielig sei (das Porto betrug 5 Neukreuzer). Ähnlich einem Telegramm sollte die Anzahl der Wörter auf 20 begrenzt sein und die Postkarte für eine geringere Gebühr befördert werden. Der Artikel kam bald zum General-Post- und Telegraphen-Direktor Vincenz Freiherr Maly von Vevanović (1808–1878), ihm gefiel die Idee und er verwirklichte sie trotz einiger Widerstände. Es wurde vielfach spekuliert, ob Emanuel Herrmann nicht erst indirekt durch den Vorschlag von Heinrich von Stephan auf seine Postkarte gekommen ist, vermutlich beeinflusst durch den Artikel von Grosse aus dem Jahr 1896. Wahrscheinlich ist die Postkarte eine Mehrfacherfindung.

### Postamtliche Einführung

Emanuel Herrmann

Am 1. Oktober 1869 erschien bei der österreichisch-ungarischen Post die von Emanuel Herrmann entwickelte Correspondenzkarte mit eingedrucktem Postwertzeichen. Die Rückseite der 8,5 cm × 12,2 cm großen Correspondenzkarte konnte bei Erscheinen der Karten, zur Vereinfachung, frei beschrieben werden. Der von Herrmann vorgeschlagene Name „Postkarte“ wurde von der Postverwaltung in Wien in „Correspondenzkarte“ geändert. Die Karte kostete im Unterschied zum fünf Kreuzer teuren Brief nur zwei Kreuzer, was gleichzeitig dem Wert der eingedruckten Briefmarke entsprach, und verkaufte sich bereits im ersten Monat 1,4 Millionen Mal. In Ungarn erschienen fast identisch aussehende Correspondenzkarten wie in Österreich, nur mit ungarischem Wappen statt Doppeladler.

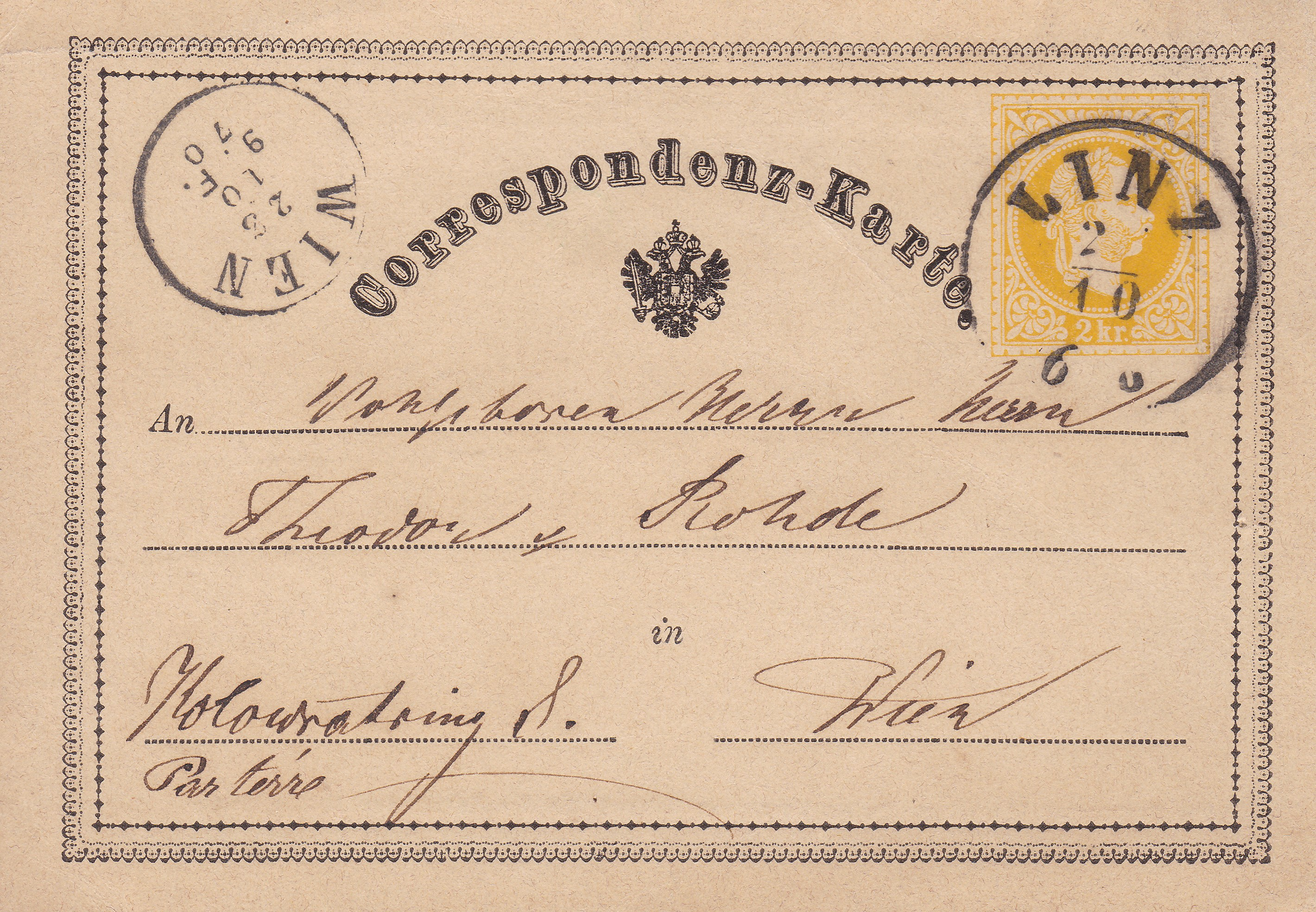
Exemplar der ersten österreichischen Correspondenzkarten der Welt mit Doppeladler-Wappen

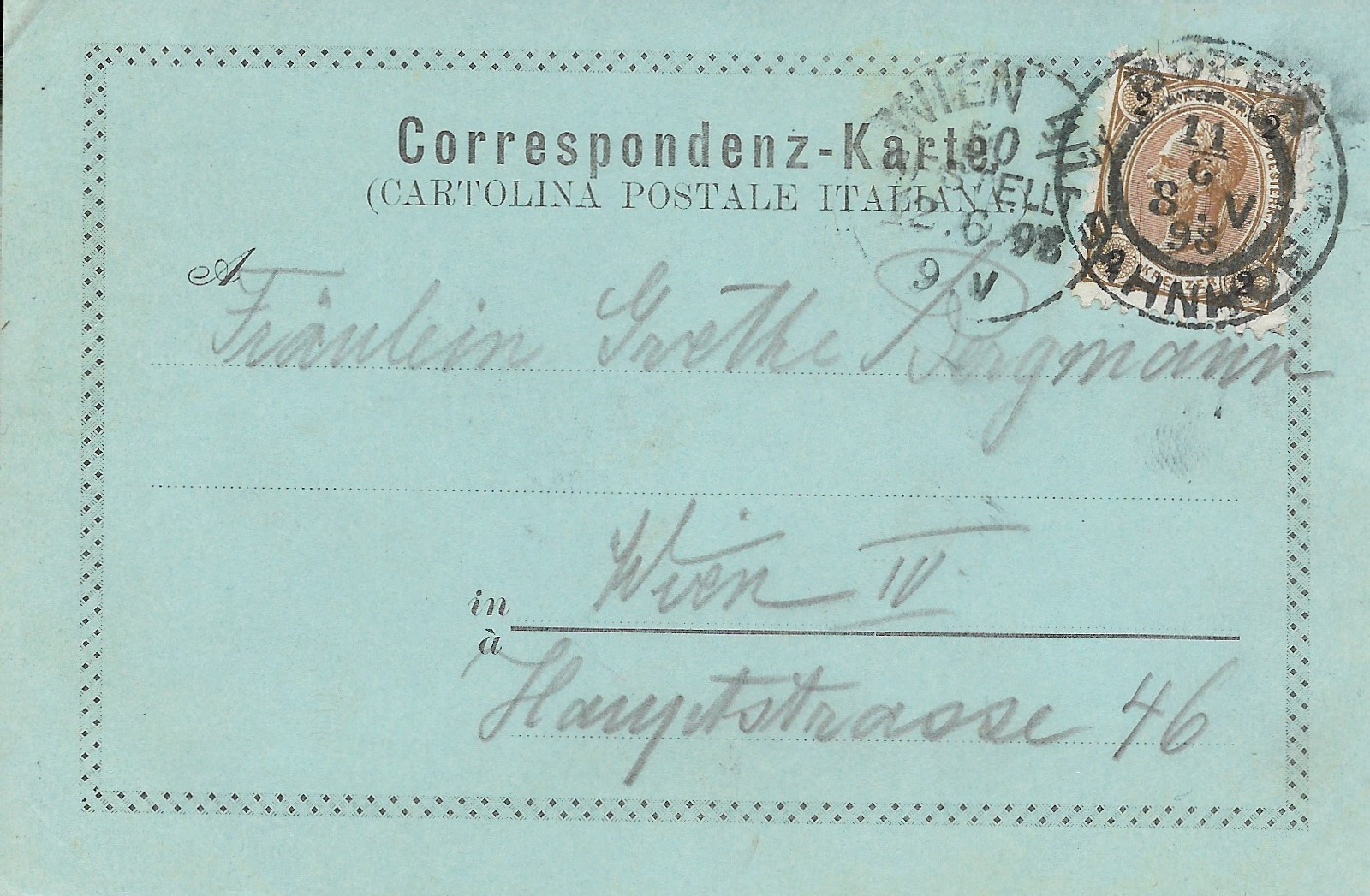
Adressseite einer 1898 von Bozen nach Wien gelaufenen Correspondenz-Karte (mit Poststempel)

Am 26. April 1870 wurde Heinrich Stephan Generalpostdirektor des Norddeutschen Bundes und führte dort die Postkarte ein. Am 6. Juni 1870 zeichnete der preußische Ministerpräsident und Kanzler des Norddeutschen Bundes Otto von Bismarck die „Verordnung betr: die Einführung der Correspondenzkarte“ ab, die ab 1. Juli 1870 in Kraft trat. Gleichzeitig führte Bayern die Postkarte ein, Württemberg ab 8. Juli, Baden Anfang August und Luxemburg zum 1. September. In Berlin und einigen anderen Städten wurde sie bereits ab dem 25. Juni 1870 verkauft. Der Versand war außer im Inland – dem Gebiet des Norddeutschen Bundes und den drei genannten süddeutschen Ländern – auch nach Österreich-Ungarn und nach Luxemburg möglich. Das Format der Karten entsprach dem der Postanweisungen. Zunächst gab es in den deutschen Postgebieten die Correspondenzkarte nur mit aufgeklebten Freimarken, in Württemberg gab es sie gleich als Ganzsachen. In der Schweiz kam die erste „Carte-correspondance“ am 1. Oktober 1870 als Ganzsache heraus. Der karminrote Wertstempel betrug 5 cts und die Karte konnte zunächst nur innerhalb des Landes verschickt werden. 1898 berichtete die österreichische Presse von versendeten Korrespondenzkarten aus Holz, die nach den einschlägigen Postvorschriften nur befördert würden, wenn sie als Brief frankiert wären.

### Einführung in weiteren Ländern
Einführung der Postkarte in anderen Ländern:
- 1870 Finnland, Großbritannien
- 1871 Belgien, Niederlande, Dänemark, Kanada
- 1872 Schweden, Norwegen, Russland,[Anm. 2] Ceylon
- 1873 USA, Frankreich, Serbien, Rumänien, Spanien, Japan
- 1874 Italien
- 1875 Uruguay, Guatemala
- 1876 Griechenland
- 1877 Türkei
- 1878 Portugal, Persien, Argentinien
- 1879 Ägypten, Bulgarien, Island, Mexiko
- 1880 Brasilien, Neufundland
- 1881 Kolumbien
- 1883 Peru
- 1886 Kongo
- 1888 Montenegro

### Postkarte wird Massenkommunikationsmedium

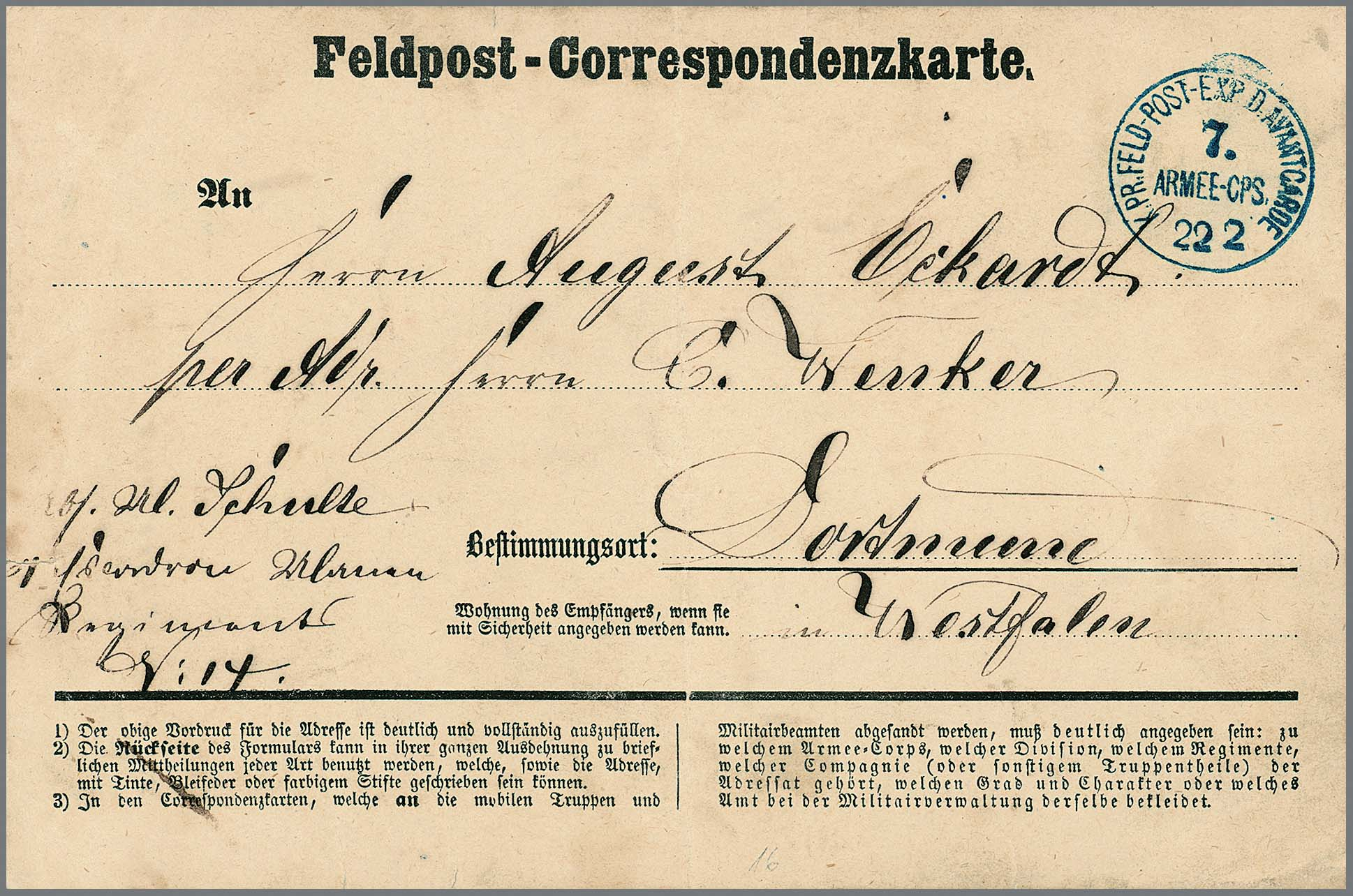
Feldpost-Correspondenzkarte aus dem Deutsch-Französischen Krieg

Während des Deutsch-Französischen Kriegs 1870/71 gab es die erste Verwendung von Postkarten in größerem Umfang. Nachdem für die mobilen Truppen ab 17. Juli 1870 Portofreiheit gegolten hatten, wurden bis Dezember 1870 rund 10 Millionen „Feldpost-Correspondenzkarten“ in die Heimat verschickt.
Seit dem 12. Oktober 1871 konnten Correspondenzkarten zu Drucksachen, seit dem 1. Januar 1872 zu Postvorschusssendungen (Nachnahme) benutzt werden. Am 1. März 1872 wurde die Correspondenzkarte in Deutschland in Postkarte umbenannt, in der Schweiz 1879. Nach einer Anfangszeit mit hohem Postkarten-Aufkommen kam es zu einem Rückgang des Aufkommens, bis im Juli 1872 das Porto gegenüber dem Briefporto halbiert wurde. Zu Beginn war in den deutschen Gebieten der Portosatz identisch mit dem Briefporto. Seit dem 1. Januar 1873 wurden Postkarten mit eingedruckten Postwertzeichen (Ganzsache) im Königreich Bayern und im Deutschen Reich von der Post verkauft.
Im internationalen Postverkehr wurde die Postkarte mit dem Berner Postvertrag ab 1. Juli 1875 in 21 Ländern zugelassen und der Weltpostvertrag vom 1. Juni 1878 erweiterte den Geltungsbereich über den größten Teil der Erde. Einige Länder hatten hierfür besondere Weltpostkarten. Siehe auch Unterpunkt Weltpostkarte.
Ab etwa 1896 setzte sich die Ansichtskarte, nicht zuletzt durch die Nutzung neuerer Druckverfahren, im großen Stil durch. Ab dieser Zeit wurde hauptsächlich das mehrfarbige Druckverfahren der Chromolithografie verwendet, zuvor waren Ansichtskarten fast immer einfarbig, oft in Sepiatönen bedruckt. Die Karten waren zu einem relativ geringen Preis erhältlich und die Bilder ersparten das Schreiben längerer Städte- oder Landschaftsbeschreibungen. In vielen Tabak- und Schreibwarenläden waren Ansichtskarten zu kaufen. Etwa ab 1900 kamen zunehmend Fotodruckverfahren und weitere modernere Druckverfahren zum Einsatz.
Mit Wirkung zum 1. Oktober 1907 entfiel die Vorschrift, das Wort Postkarte in der jeweiligen Landessprache aufdrucken zu müssen.
In allen Industrieländern wurde die Post in den Städten bis 1914 mindestens dreimal täglich zugestellt, in Großstädten oft sogar noch bedeutend häufiger. Es war also möglich, einen Termin für denselben Tag per Postkarte zu vereinbaren.
1923 erschienen in der Schweiz offizielle Bildpostkarten, 1925 folgte die Einführung in Deutschland und 1927 in Österreich. Während des Ersten Weltkriegs, vor allem während der Zeit des Nationalsozialismus und des Zweiten Weltkriegs wurden Post- und Ansichtskarten für Propagandazwecke genutzt, sie können heute als historische Quellen dienen. Im Zweiten Weltkrieg hatten Postkarten in Deutschland nicht mehr annähernd die gleiche Bedeutung wie im Ersten Weltkrieg, zumindest nicht als Feldpost.
Von 2009 bis 2019 sind die Postkartendrucke in der Europäischen Union um 41 Prozent gesunken, 2019 wurden noch 59,5 Millionen Postkarten gedruckt.

## Merkmale

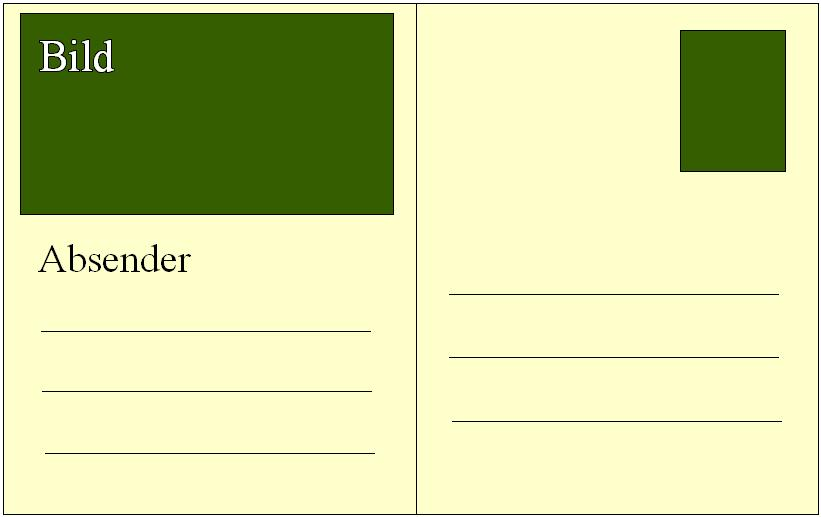
Einteilung der Adressseite einer Bildpostkarte als Schema

### Aufteilung

#### Vorderseite (Adressseite)
Die Vorderseite der Postkarte ist die Adressseite. Diese Definition gilt für deutsche philatelistische und philokartistische Fachsprache für alle Arten der Postkarten, auch für Ansichtskarten. Auf dieser Seite befinden sich meist Linien zur Einteilung der Felder für das Postwertzeichen, für die Empfängeradresse, einen Raum für Mitteilungen. Raum für schriftliche Mitteilungen ist auf der linken Seite der Adressseite, bei der Bildpostkarte ist auf der linken Seite außerdem ein Bild. Bei Ganzsachenpostkarten ist des Öfteren noch ein Feld für die Absenderadresse vorhanden.
Ab 1905 wurde die Adressenseite der Ansichtspostkarte in Deutschland geteilt, wobei die linke Seite für Mitteilungen zur Verfügung stand. Bis dahin mussten die Mitteilungen auf die Bildseite der Ansichtskarten geschrieben werden, da die ungeteilte Anschriftseite ausschließlich für Adresse und Freimachung verwendet werden durfte. Bei Postkarten ohne Illustration wurde die Anschriftseite erst 1907 geteilt. Bereits im Jahr 1900 trafen Frankreich und die Schweiz die Regelung, dass auf der Adressseite der Karten Mitteilungen gemacht werden durften.

#### Rückseite
Die Rückseiten sind entweder leer und können frei beschrieben werden oder es sind dort Abbildungen, dann handelt es sich meistens um Ansichtskarten. Vor der Teilung der Adressseite wurde auf der Bildseite von Ansichtskarten zumeist noch etwas unbedruckter Schreibraum für Mitteilungen vorgesehen. Bei Postkarten mit Illustration auf der Rückseite und eingedrucktem Wertstempel als Frankatur handelt es sich um Sonderganzsachen.

### Abmessungen und Gewicht

Bereiche einer Postkarte mit Trennstrich (min 1,2 mm × min 50 mm; 74 ± 15 mm vom rechten Rand), rechts oben die Frankierzone (74 mm × 44 mm), links unten die Codierzohne (150 mm × 15 mm)

Zunächst gab es kleinere Formate (auch Kleinformat genannt) für Postkarten. Der Weltpostkongress 1878 in Paris legte eine internationale Maximalgröße von 14 cm × 9 cm fest, die beim Weltpostkongress von 1924 auf 10,5 cm × 15 cm abgeändert wurde. Das dem 1925 beschlossenen Format ähnliche DIN A6 (im Zusammenhang mit Postkarten oft auch Normalformat genannt) wurde in Deutschland am 1. Oktober 1927 eingeführt und setzte sich in den 1930er und 1940er Jahren langsam durch. Im internationalen Verkehr sind heute eine Länge von 140 bis 235 mm, eine Breite von 90 bis 125 mm und ein Flächengewicht von 150 bis 500 g/m² zugelassen. Gängige Formate sind DIN A6, DIN A5 und DIN lang.

### Farbe
Frühe Postkarten, ebenso die erstmals 1869 offiziell erschienene Correspondenzkarte, waren oft auf gelblichem (andere manchmal mit bräunlichem) Karton gedruckt. Diese Farben wurden deshalb so gewählt, damit eventuelle Verfärbungen durch den Gebrauch oder Verschmutzungen weniger auffielen. Die sogenannten Mondscheinkarten wurden teilweise auf bläulichem Karton gedruckt, um durch diese Hintergrundfarbe die Nachtdunkelheit nachzuahmen.

## Formen der Postkarte

### Ansichtskarte
Sie dient primär der schriftlichen illustrierten Korrespondenz, wird aber auch als Andenken oder historisches Bilddokument verwendet und gesammelt. Die Blütezeit der Ansichtskarten wird zwischen 1897 und 1918 als „Goldenes Zeitalter der Ansichtskarten“ bezeichnet. Ansichtskarten werden heute häufig während Reisen oder von Ausflügen an Bekannte und Verwandte verschickt. Praktisch seit Beginn dieser Karten waren topografische Abbildungen, also Städte, Orte oder Landschaften die häufigsten Motive. Die Abbildungen zeigen typischerweise berühmte Bauwerke, bekannte Plätze, Sehenswürdigkeiten oder charakteristische Ansichten von der besuchten Gegend und sollen einen Eindruck vom Aufenthaltsort vermitteln.

### Weltpostkarte

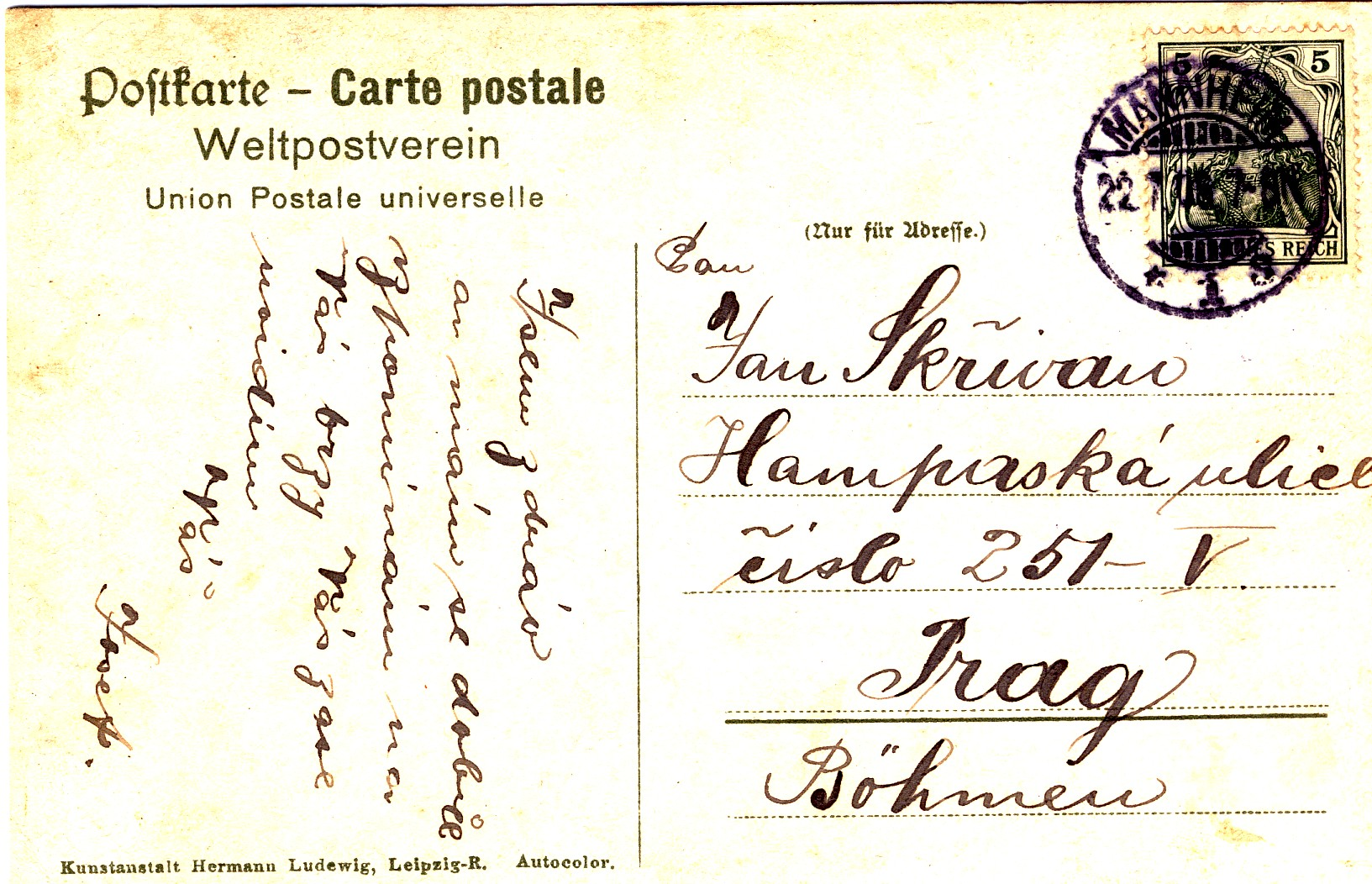
Weltpostkarte mit vorgeschriebenem Aufdruck und einer bereits geteilten Adressseite, postalisch gelaufen von Mannheim nach Prag

Auf der Grundlage des Berner Postvereinsvertrags vom 1. Juli 1875 wurde die Postkarte für den internationalen Versand in 21 Ländern zugelassen und durch den Weltpostvertrag vom 1. Juni 1878 erweiterte sich der Bereich über den größten Teil der Erde. Diese Postkarten mussten damals noch nach Vorschrift auch die französische Aufschrift „Carte postale“ haben. Oft stand das Wort Postkarte in einigen verschiedenen Sprachen auf der Adressseite von Postkarten. Seit dem 15. Juli 1878 gab es Weltpostkarten mit bezahlter Rückantwort. Diese für internationalen Versand vorgesehenen Karten mit passendem Portosatz hatten im Regelfall den Aufdruck auf Französisch (= Amtssprache des Weltpostvereines); z. B. „Postkarte mit Antwort – Carte postale avec réponse payée“.
Bei der Weltpostkarte als mit anhängender Antwortkarte war ebenfalls nur der Antwortteil abgetrennt abzusenden, was in der Praxis nicht immer erfüllt war. Der aufgedruckte Postwertzeicheneindruck des Antwortteils wurde also vom Einlieferungspostamt im Ausland abgestempelt. Des Öfteren sind Weltpostkarten-Antwortteile mit zusätzlicher Briefmarkenfrankatur vorgekommen, die überflüssig war, weil nicht bekannt war, dass der mit einem fremdländischen Postwertzeichen bedruckte Antwortteil ohne zusätzliche Frankierung zurückgeschickt werden konnte. Außer Doppelfrankierungen gab es manchmal zusätzlich aufgeklebte Briefmarken z. B. wegen Portoerhöhungen oder Zusatzleistungen (Luftpost, Einschreiben etc.).

### Ganzsachenpostkarten
Teilweise gibt es Postkarten als sogenannte Ganzsachen mit Wertzeicheneindruck, als Alternative zur Freimachung mit Briefmarken. Es gibt viele unterschiedliche Beispiele hierfür.

#### Antwortkarte

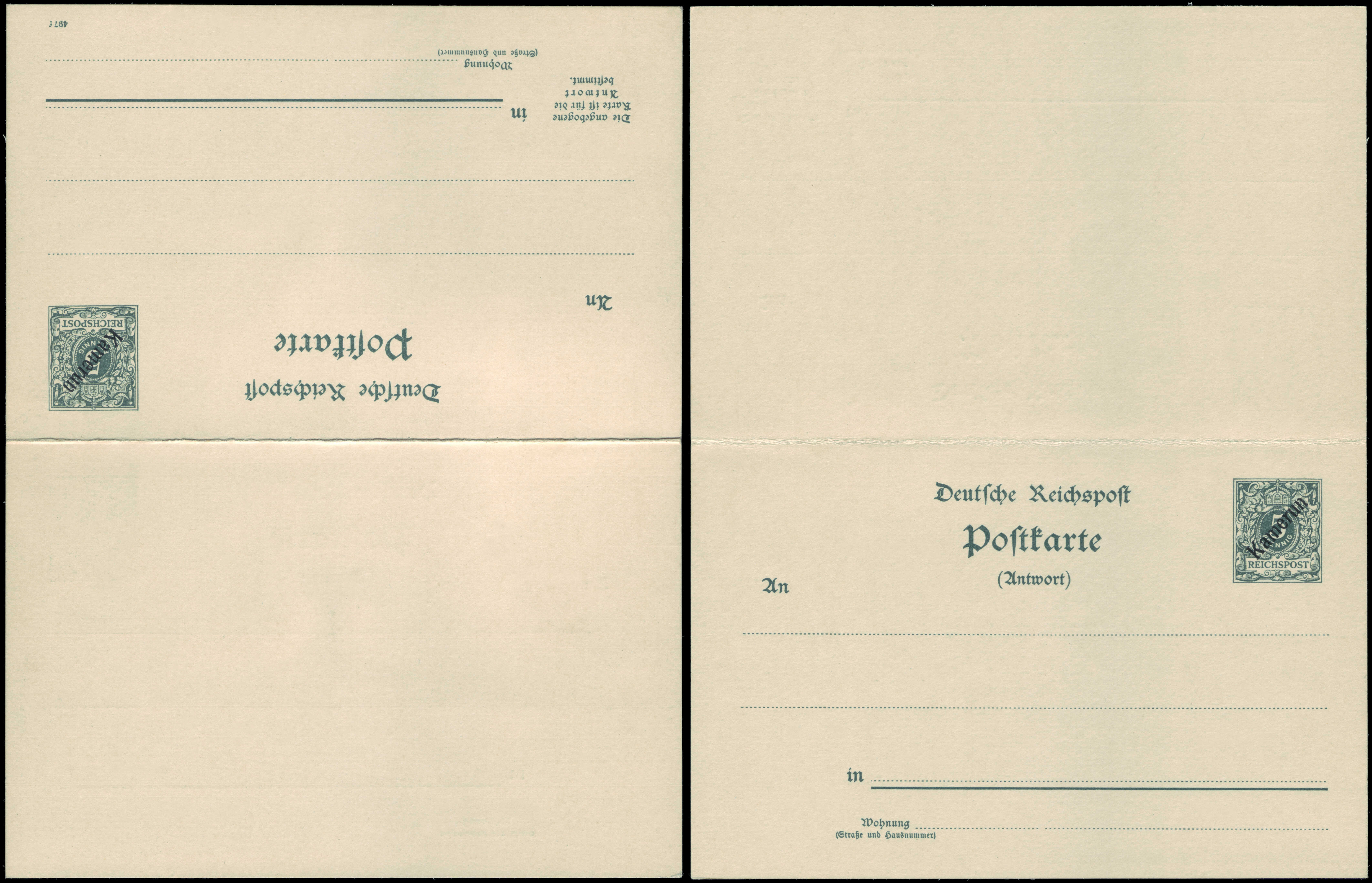
Beide Seiten einer Antwortkarte aus Deutsch-Kamerun von ca. 1900

Am 1. Januar 1872 kamen Antwortkarten im Gebiet der Deutschen Reichspost, Bayern und Württemberg auf den Markt. Zunächst kosteten sie mehr als die aufgedruckten Wertzeichenpreise, aber bald wurden sie zum aufgedruckten Postwertzeichenpreis verkauft. Erst durch den Postkongress in Wien 1891 wurde die Antwortkarte in allen Postvereinsländern verpflichtend eingeführt. Das Porto wurde vorab vom ersten Absender für Hin- und Rückweg vorausbezahlt. Sie waren zusammengeklappte zweiteilige Karten, bestehend aus zusammenhängendem Frage- und Antwortkartenteil. Die beiden Teile hingen oben an den langen Seiten zusammen. Frage- und Antwortteil waren auseinandergeklappt doppelt so groß wie eine gewöhnliche Postkarte und die Anschriftseite der Antwortkarte befand sich innerhalb der zusammengeklappten Karte. Zunächst beschreibt der ursprüngliche Absender den Frageteil und versendet die doppelteilige, zusammengeklappte Antwortkarte an den Empfängeradressaten. Der Empfänger trennt den Frageteil ab und sendete die nun separaten Antwortkartenteil zurück. Sowohl Frage- als auch Antwortteil hatten einen entsprechenden Wertzeicheneindruck.
Durch einen Beschluss des Weltpostkongresses 1969 in Tokio wurden diese Karten im internationalen Postverkehr seit dem 1. Juli 1971 nicht mehr zugelassen.
1992 wurde durch die Generaldirektion der Deutschen Bundespost Postdienst die Beendigung der Aufträge für Antwortkarten angewiesen. Die restlichen Vorräte wurden noch verbraucht. Noch nicht abgetrennte Antwortkarten zur Rückantwort waren nicht vorgesehen bzw. genehmigt, kamen irrtümlicherweise dennoch teilweise vor.
In der Schweiz gab es Antwortkarten national ab 1874 und für das Ausland ab 1879, dort wurde der Verkauf von Antwortkarten in den 1970er Jahren eingestellt.

#### Bildpostkarte

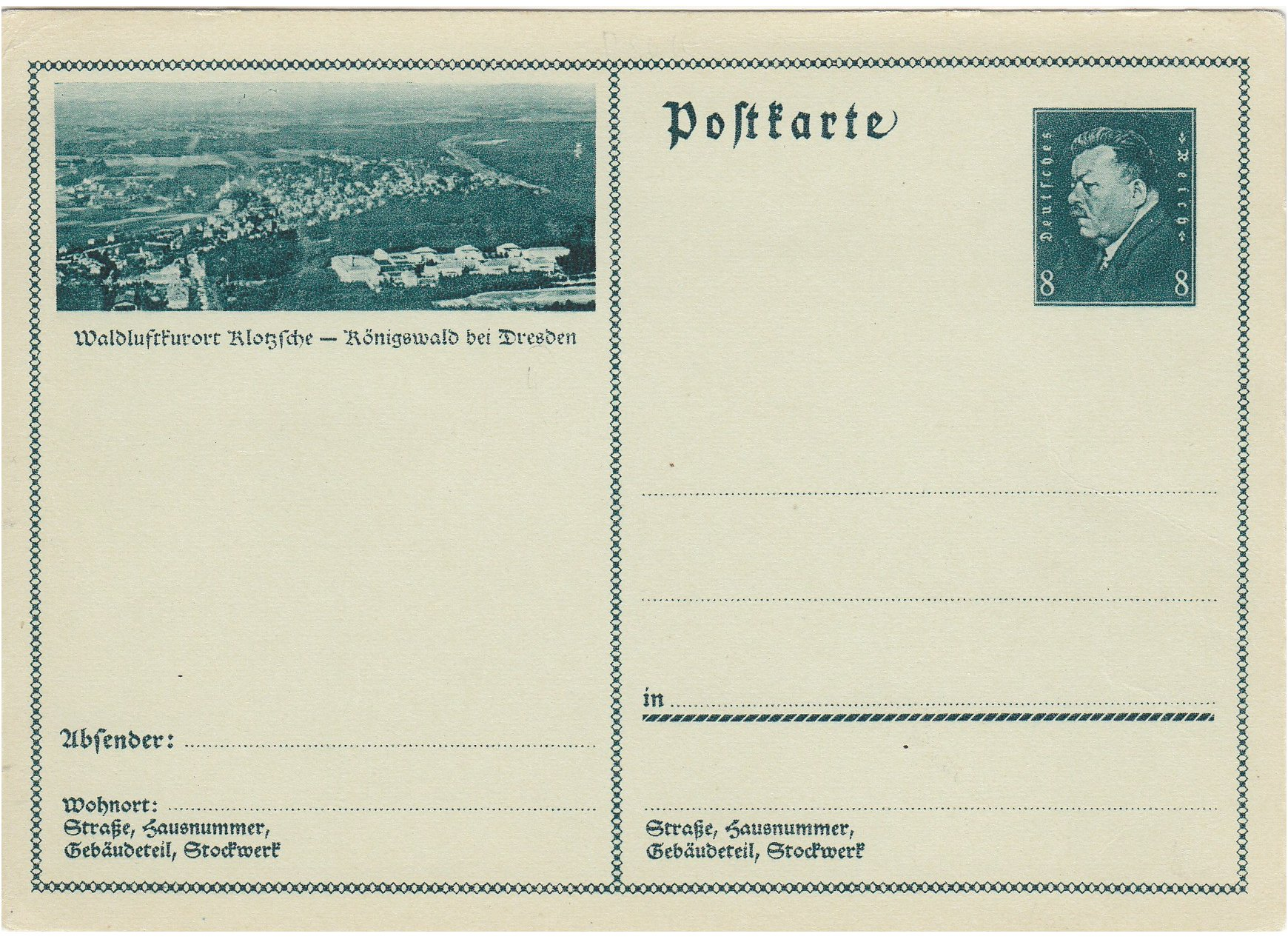
Beispiel einer deutschen Bildpostkarte von 1931

In der Schweiz wurden bereits 1923 sogenannte Bildpostkarten eingeführt, die Werbung zur Förderung des Fremdenverkehrs machen sollten. Die Deutsche Reichspost verfügte 1925 unter leitender Mitarbeit der Gesellschaft für Postreklame als untergliedertes Teilunternehmen der ehemaligen Reichspost deren Einführung. Gemeinden oder Tourismusverbände konnten Bildpostkarten für ihre Stadt/ihren Ort beantragen. Die jeweiligen Auftraggeber durften festlegen, wo die Karten in welchem Anteil verkauft werden sollten. Anfangs gab es sie als gezeichnete Drucke und später als Fotos. Diese Bilder befanden sich auf der linken Hälfte der Adressseiten, entweder oben oder unten. Um mit dem Verkauf dem lokalen Schreibwarenhandel keine Konkurrenz zu machen, war es bis Ende der 1970er Jahre nicht erlaubt, sie in den jeweiligen Orten zu verkaufen.

#### Gezähnte Postkarte
Die deutsche Reichsdruckerei brachte ab 1. Juni 1913 perforierte bzw. durchstochene Postkarten als Ganzsachen heraus. In Bayern, Schweiz (1912) und Württemberg (1913) erschienen ebenfalls gezähnte Postkarten. Sie waren entweder in Heftchenform, in Streifenanordnung oder es gab sie als Bogen. Ab 1924 gab es in Deutschland außerdem Antwortkarten im Bogen gezähnt. Die Karten wurden zum eingedruckten Wertzeichenpreis verkauft und die Mindestverkaufsmenge betrug 1000 Stück, in der Schweiz zuerst 800 Stück (100 Streifen zu je 8 Karten).

### Neuere Formen
Mit dem Aufkommen der Neuen Medien ergaben sich neue technische Möglichkeiten. Im Fall der Postkarten wurden neue Techniken mit herkömmlichen kombiniert.

#### Mobilfunk-Postkarte (Handy-Postkarte)
Eine neue Form der Postkarte (Handy-Postkarte, auch „MMS-Postkarte“) entstand unter Zuhilfenahme der Mobilfunk- und Kameratechnik moderner Mobilfunktelefone. Bild und Text werden mit dem Mobiltelefon erstellt und zum Servicedienstleister gesendet. Dort wird von dem übermittelten Text und dem Foto eine Postkarte gedruckt und auf dem herkömmlichen Postweg zum gewünschten Empfänger weiterverschickt.

#### Postkarten aus dem Internet
Bei dieser Form der Postkarte können, ähnlich der Handy-Postkarte, eigene Fotos zusammen mit einem selbst verfassten Grußtext bei verschiedenen Anbietern im Internet hochgeladen werden. Häufig besteht als Alternative auch die Möglichkeit, aus einem bereits vorhandenen Bildbestand der Anbieter ein Kartenmotiv auszuwählen. Die Postkarten werden anschließend gedruckt, mit einer echten Briefmarke frankiert und über den Postweg an den angegebenen Empfänger verschickt.

#### Postkarten per Smartphone-App
Bei dieser Form der Postkarte können, ähnlich der Internet-Postkarte, eigene Fotos zusammen mit einem selbst verfassten Grußtext mit verschiedenen Anbietern per Smartphone App hochgeladen werden. Häufig besteht als Alternative auch die Möglichkeit, aus einem bereits vorhandenen Bildbestand der Anbieter ein Kartenmotiv auszuwählen. Die Postkarten werden anschließend gedruckt, mit einer echten Briefmarke frankiert und über den Postweg an den angegebenen Empfänger verschickt.

## Statistik
| Jahr | Postkarten in Mio. | Quellen |
| ---- | ------------------ | ------- |
| 1870 | 0,22               | [ 62 ]  |
| 1871 | 1,73               | [ 62 ]  |
| 1872 | 2,35               | [ 62 ]  |
| 1878 | 6,80               | [ 62 ]  |
| 1880 | 8,60               | [ 62 ]  |
| 1890 | 16,90              | [ 63 ]  |
| 1895 | 21,30              | [ 63 ]  |
| 1900 | 55,20              | [ 63 ]  |
| 1905 | 83,70              | [ 63 ]  |
| 1910 | 102,30             | [ 63 ]  |
| 1911 | 109,50             | [ 63 ]  |
| 1912 | 109,30             | [ 63 ]  |
| 1913 | 112,50             | [ 63 ]  |
| 1914 | 76,70              | [ 63 ]  |

| Jahr | Brief in Mio. | Postkarten in Mio. | Summe in Mio. | Anteil Postkarten in % | Quellen       |
| ---- | ------------- | ------------------ | ------------- | ---------------------- | ------------- |
| 1875 | 498,2         | 61,9               | 560,1         | 11                     | [ 64 ]        |
| 1880 | 575,3         | 141,0              | 716,3         | 20                     | [ 64 ]        |
| 1885 | 736,0         | 230,5              | 966,5         | 24                     | [ 64 ]        |
| 1890 | 972,2         | 330,3              | 1302,5        | 25                     | [ 64 ]        |
| 1895 | 1226,0        | 443,8              | 1669,8        | 27                     | [ 64 ]        |
| 1900 | 1689,8        | 954,9              | 2644,7        | 36                     | [ 64 ]        |
| …    | …             | …                  | …             | …                      |               |
| 1954 | …             | 920,0              | …             | …                      | [ 42 ]        |
| 1982 | …             | 877,0              | …             | …                      | [ 42 ]        |
| 1997 | …             | …                  | 20023         | …                      | [ 65 ]        |
| 1998 |               | 399,5              | 15020         |                        | [ 66 ] [ 67 ] |
| 1999 |               |                    | 15452         |                        | [ 67 ]        |
| 2000 |               |                    | 16585         |                        | [ 67 ]        |
| 2001 |               |                    | 16505         |                        | [ 67 ]        |
| 2002 |               |                    | 16533         |                        | [ 67 ]        |
| 2003 |               |                    | 16641         |                        | [ 67 ]        |
| 2004 |               |                    | 17005         |                        | [ 67 ]        |
| 2005 |               |                    | 16892         |                        | [ 67 ]        |
| 2006 |               | 225,0              | 17346         |                        | [ 67 ] [ 68 ] |
| 2007 | [ Anm. 3 ]    | [ Anm. 3 ]         | 17708         | [ Anm. 3 ]             | [ 67 ]        |
| 2008 | [ Anm. 3 ]    | [ Anm. 3 ]         | 18022         | [ Anm. 3 ]             | [ 69 ]        |
| 2009 | [ Anm. 3 ]    | [ Anm. 3 ]         | 17300         | [ Anm. 3 ]             | [ 67 ]        |

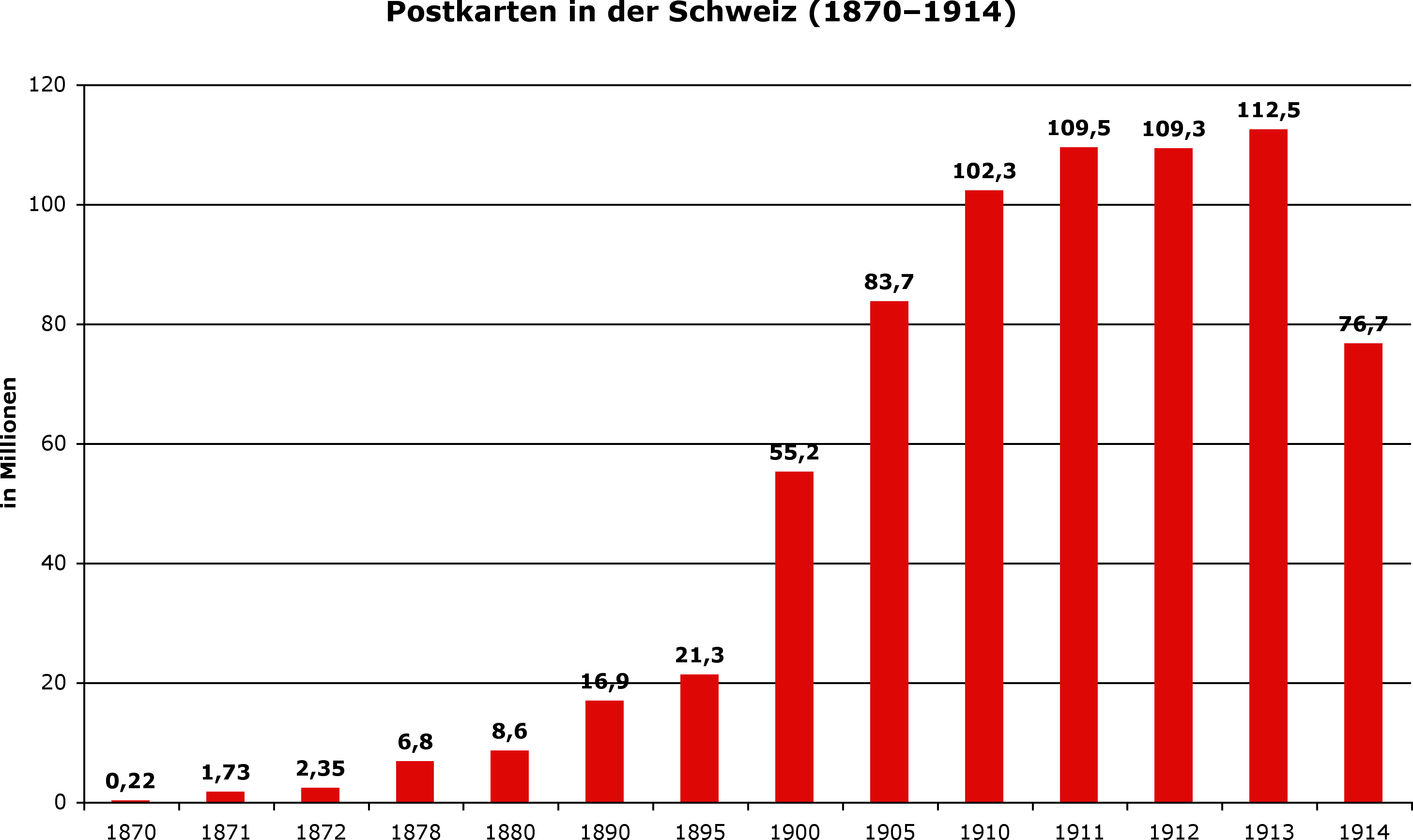
Diagramm: Anzahl der Postkarten in der Schweiz zwischen 1870 und 1914

Da sie lange Zeit eine günstige Alternative zum Brief und Telefonat waren, war der Anteil beschreibbarer Postkarten ohne Illustration in der Vergangenheit vergleichsweise hoch: Im Jahr 1900 etwa lag der Anteil von Ansichtskarten bezogen auf alle Postkarten bei lediglich 46 Prozent. Erst als sich diese Form der schriftlichen Kommunikation zur allmählich aufkommenden Telekommunikation hin verlagerte, verloren auch derartige Postkarten allmählich an Attraktivität, wodurch gleichzeitig der Anteil der Ansichtskarten stieg. In Ländern mit unterentwickelter Telekommunikations-Infrastruktur dagegen, etwa der DDR, blieben schriftliche Mitteilungen per Postkarte (mit einem Porto von 10 Pf., siehe Abb.) bis in die jüngere Vergangenheit eine vielgenutzte Kommunikationsform.
Mit der Verbreitung des Internets und der Mobiltelefonie Ende letzten Jahrhunderts hat sich der Rückzug der Postkarte als Kommunikationsmedium weiter fortgesetzt. So fielen im Jahr 1954 allein bei der westdeutschen Bundespost 920 Millionen Postkarten an, und 1982 waren es immerhin noch 877 Millionen, davon 43 Millionen Postkarten, die aus Deutschland ins Ausland verschickt wurden, sowie 132 Millionen, die umgekehrt aus dem Ausland nach Deutschland kamen. 2008 dagegen kamen gerade noch 38 Millionen Postkarten aus dem Ausland in Deutschland an.
Ähnliches ist in Italien zu beobachten: Im Jahr 2004 wurden dort 52 Millionen Postkarten verschickt, 2006 waren es nur noch 45 Millionen.

## Situation seit Ende des 20. Jahrhunderts
Im digitalisierten Zeitalter hat die Postkarte ihre einstige Bedeutung als Bild- und Kommunikationsmedium verloren. Sie hat den Höhepunkt ihres Produktlebenszyklus bereits überschritten und wird zunehmend von moderneren Produkten verdrängt. Der Versand ist seit Beginn der 2000er Jahre stark rückläufig. Einer britischen Umfrage von ITV.com zufolge sank die Anzahl der versandten Postkarten von 1997 bis 2007 um 75 Prozent. Ursachen hierfür sind das Ausweichen für Grüße und Urlaubsbilder auf schnellere Übertragungswege, hauptsächlich E-Mail, SMS und Soziale Netzwerke im Internet. Wenn Postkarten heute noch benutzt werden, dann geschieht dies wegen der besonderen individuellen Note.
Die Deutsche Post AG transportierte 2018 noch rund 155 Millionen Postkarten aus, durch und nach Deutschland. Die Zahlen fallen jährlich, zuletzt um etwa 5 Prozent. Ein Pressesprecher der Post stellte fest: „Wir sind aber noch ein ganzes Stück vom Aussterben entfernt“, denn die Postkarte habe „eine treue Fan-Gemeinde.“

## Sammeln
Das Sammeln und Erforschen von Post- und Ansichtskarten wird als Philokartie bezeichnet. In Deutschland gab es schon frühzeitig eine Sammelleidenschaft, die im Ausland als Deutsche Epidemie bezeichnet wurde. Das retrospektive Sammeln von Ansichtskarten wurde ab dem Ende der 1970er Jahre populär und es entstand ein Markt für alte Ansichtskarten. Postkarten mit eingedrucktem Postwertzeichen werden als Ganzsachen bezeichnet, in der Philatelie oder Philokartie sind sie ein eigenständiges Sammelgebiet.